# العلاقات المغربية البيروية
العلاقات المغربية البيروفية هي العلاقات الثنائية التي تجمع بين المغرب وبيرو.
العلاقات بين المغرب و بيرو ودية في الأساس ، لكنها ليست وثيقة للغاية. أقام البلدان علاقات دبلوماسية منذ عام 1962 ، لكن هناك القليل من المشاريع أو الأنشطة المشتركة. ومع ذلك ، بدأ البلدان في السنوات الأخيرة في تعزيز العلاقات بينهما وزيارة بعضهما البعض. هناك أيضًا جالية بيروفية صغيرة في المغرب وجالية مغربية في بيرو. من حيث التجارة والاقتصاد ، هناك أيضًا عدد قليل من التبادلات ، لكن كلا البلدين لديه القدرة على تعزيز علاقاتهما في هذا المجال.

## شراكات
في يوم 14 فبراير 2024، استقبل رئيس مجلس المستشارين السيد النعم ميارة، بالرباط الرئيسة الجديدة للبرلاندينو كريستينا رييس هيدالغو؛ من أجل المشاركة في أشغال المؤتمر البرلماني للتعاون جنوب – جنوب. وقد أكدت عبر تمثيليتها بأن انضمام البرلمان المغربي يعتبر دعامة أساسية لانفتاح بلدها على العالمين العربي والافريقي؛ كما أكدت بأن الموقف المؤسساتي للبرلمان الأنديني يدعم المبادرة المغربية للحكم الذاتي بالأقاليم الجنوبية كأساس جدي ووحيد لتسوية النزاع.

## مقارنة بين البلدين
هذه مقارنة عامة ومرجعية للدولتين:
| وجه المقارنة                                              | المغرب                                 | بيرو                                   |
| --------------------------------------------------------- | -------------------------------------- | -------------------------------------- |
| المساحة (كم2)                                             | 710.85 ألف                             | 1.29 مليون                             |
| عدد السكان (نسمة)                                         | 36.07 مليون                            | 32.16 مليون                            |
| الكثافة السكانية (ن./كم²)                                 | 50.74                                  | 24.93                                  |
| العاصمة                                                   | الرباط                                 | ليما                                   |
| اللغة الرسمية                                             | اللغة العربية، أمازيغية معيارية مغربية | اللغة الإسبانية، اللغة الأيمرية، كتشوا |
| العملة                                                    | درهم مغربي                             | سول بيروفي جديد                        |
| الناتج المحلي الإجمالي (بليون دولار)                      | 109.14 مليار                           | 211.39 مليار                           |
| الناتج المحلي الإجمالي (تعادل القوة الشرائية) بليون دولار | 274.06 مليار                           | 393.13 مليار                           |
| الناتج المحلي الإجمالي الاسمي للفرد دولار أمريكي          | 2.88 ألف                               | 6.03 ألف                               |
| الناتج المحلي الإجمالي للفرد دولار أمريكي                 | 7.49 ألف                               | 11.99 ألف                              |
| مؤشر التنمية البشرية                                      | 0.628                                  | 0.740                                  |
| رمز المكالمات الدولي                                      | +212                                   | +51                                    |
| رمز الإنترنت                                              | .ma                                    | .pe                                    |
| المنطقة الزمنية                                           | ت ع م+01:00                            | توقيت بيرو، 00                         |

## منظمات دولية مشتركة
يشترك البلدان في عضوية مجموعة من المنظمات الدولية، منها:
| علم المنظمة | اسم المنظمة                               | تاريخ انضمام المغرب | تاريخ انضمام بيرو |
| ----------- | ----------------------------------------- | ------------------- | ----------------- |
|             | وكالة ضمان الاستثمار متعدد الأطراف        | 17 سبتمبر 1992      | 2 ديسمبر 1991     |
|             | منظمة الشرطة الجنائية الدولية             | ?                   | ?                 |
|             | منظمة حظر الأسلحة الكيميائية              | ?                   | ?                 |
|             | منظمة التجارة العالمية                    | 1995                | ?                 |
|             | الفريق المعني برصد الأرض                  | ?                   | ?                 |
|             | الأمم المتحدة                             | 12 نوفمبر 1956      | 31 أكتوبر 1945    |
|             | مؤسسة التمويل الدولية                     | 30 أغسطس 1962       | 20 يوليو 1956     |
|             | يونسكو                                    | 7 نوفمبر 1956       | 21 نوفمبر 1946    |
|             | مؤسسة التنمية الدولية                     | 29 ديسمبر 1960      | 30 أغسطس 1961     |
|             | البنك الدولي للإنشاء والتعمير             | 25 أبريل 1958       | 31 ديسمبر 1945    |
|             | المنظمة الهيدروغرافية الدولية             | ?                   | ?                 |
|             | الاتحاد البريدي العالمي                   | ?                   | ?                 |
|             | المركز الدولي لتسوية المنازعات الاستشارية | 10 يونيو 1967       | 8 سبتمبر 1993     |
|             | الاتحاد الدولي للاتصالات                  | 1 نوفمبر 1956       | 12 يوليو 1915     |

## وصلات خارجية
- موقع وزارة الخارجية المغربية
- موقع وزارة الخارجية البيروفية